# Metropolitana di Belgrado
La metropolitana di Belgrado (in serbo: Београдски метро / Beogradski metro) è un sistema di trasporto rapido di massa di tipo ferroviario pianificato per la città di Belgrado, la capitale della Serbia. La data di inizio della costruzione dell'intero sistema ferroviario è stata rimandata più volte, principalmente a causa di mancanza di finanziamenti.
Belgrado conta una popolazione di oltre 1,6 milioni di abitanti ed è la più grande città per numero di residenti senza un sistema di trasporto pubblico rapido in Europa. L'intasamento delle strade causato dal traffico e le scarse infrastrutture sono dei problemi noti della città, inoltre l'attuale sistema di trasporto non è in grado di trasportare i passeggeri in maniera efficiente, sia nei collegamenti tra zone periferiche e il centro della città, sia nei collegamenti da una città a un'altra. Allo stesso tempo, il sistema ferroviario urbano BG Voz, che attraversa il centro della città, ha solo ruolo di servizio ferroviario suburbano (tipo di ferrovia ibrida urbana e suburbana). Per tali motivi la costruzione della metropolitana è necessaria per attutire i problemi di trasporto della città.
A causa della durata decennale del problema, Belgrado è stata soprannominata "metà di una metropoli" (in serbo: "metropoli" - metropola; "metropolitana" - metropolitana; "metà "- pola) e il progetto è stato ironicamente chiamato "Waiting for Metro" (in alfabeto latino di Gaj: čekajući metroa), che in serbo fa rima con il titolo dell'opera teatrale di Samuel Beckett Aspettando Godot (in alfabeto latino di Gal: Čekajući Godoa), dove il personaggio Godot non arriverà mai nel luogo in cui Vladimir (chiamato anche Didi) ed Estragon (chiamato anche Gogo) lo stanno aspettando.

## Storia

### Anni '20
La metropolitana è stata menzionata per la prima volta nel 1923. È stata ideata all'interno del primo piano urbanistico adottato a Belgrado dopo un concorso internazionale di design.

### Anni '30
Nel 1938 furono proposte le prime tre tratte ferroviarie: Bulevar kralja Aleksandra - Zemun, Kalemegdan - Autokomanda e Topčider - Viline Vode (Stazione ferroviaria "Dunav"). La linea della metropolitana di Kalemegdan era stata progettata per essere una linea turistica, che si sarebbe collegata direttamente con i normali binari ferroviari e sarebbe arrivata alla montagna Avala, al di fuori della città. Il progetto è stato abbandonato a causa dello scoppio della seconda guerra mondiale.

### Anni '50
Dopo la fine della guerra, le autorità si sono concentrate sulla ricostruzione delle infrastrutture distrutte della città, con l'introduzione di nuovi mezzi pubblici, i filobus. Sin dai primi anni '50, il comune di Belgrado ha preso nuovamente in considerazione la possibilità di introdurre una metropolitana nel sistema di trasporto rapido di massa, ma non erano stati fatti progetti per la costruzione del sistema ferroviario. In quegli anni sono state prese in considerazione diverse idee su come costruire la metropolitana. Il primo vero progetto è stato ideato nel 1958, quando l'architetto Nikola Dobrović ebbe l'idea di un'unica linea ferroviaria che attraversasse Kalemegdan, Terazije, Slavija e Čubura.

### Anni '60
Le prime indagini sul traffico ai fini della progettazione del sistema ferroviario furono fatte nel 1965, solo tre anni dopo che furono condotte a Chicago. Nel 1968, venne elaborato un piano completo, guidato da Savo Janjić. Il progetto prevedeva tre linee, per una lunghezza totale di 33 km (21 miglia), con 35 stazioni. I comuni che dovevano essere attraversati dalla rete ferroviaria erano: Zemun, Novi Beograd, Zvezdara, centro città, Dorćol, Čubura, Banjica, Čukarica, Palilula, Višnjica e successivamente l'aggiunta di Braće Jerković e Dunavski Venac.
Secondo il progetto urbanistico generale della città negli anni '60, la stazione centrale della metropolitana di Belgrado doveva trovarsi a Cvetni Trg, che secondo la progettazione, avrebbe dovuto sostituire la stazione ferroviaria principale di Belgrado; ma a causa dell'opposizione delle compagnie ferroviarie il progetto saltò.

### Anni '70
Con il mandato del sindaco Branko Pešić, inizia la pianificazione del progetto del sistema di transito sotterraneo. Nel 1972  fu presa la decisione di costruire il nuovo raccordo ferroviario di Belgrado, che includeva i tunnel posti sotto Vračar e Dedinje e al termine di esso, è stata pianificata la costruzione della metropolitana.
Negli anni '70 si formò la sezione della metropolitana all'interno dell'amministrazione cittadina, guidata da Branislav Jovin, che all'epoca era a capo dell'urbanistica di Belgrado. Jovin e i suoi collaboratori decisero di andare a visitare Monaco, in Germania, dato che la sua metropolitana (U-Bahn), completata nel 1971, era stata costruita utilizzando le tecniche veloci e moderne dell'epoca.
Nel 1976 la sezione ha creato uno dei più completi progetti del sistema ferroviario sotterraneo. Il piano prevedeva cinque diverse linee e quattro linee regionali aggiuntive, a questa progettazione hanno contribuito ben oltre 150 esperti del settore e prima della stesura del progetto sono state condotte indagini geotecniche. Le prime linee, secondo il piano, dovevano essere: Zemun- Vukov Spomenik (via Novi Beograd e Terazije; con successiva estensione a Mali Mokri Lug) e Kalemegdan-Autokomanda, si stimava una durata dei lavori di costruzione di 8 o 9 anni e la spesa prevista per i primi 14 km (8,7 mi) della metropolitana ammontava a 1 miliardo di euro (nelle tariffe del 2009). Altre tre linee previste erano Dorćol-Braće Jerković, Bežanija-Jajincie e Dorćol-Kneževac.  Da queste stazioni esterne, Belgrado sarebbe stata direttamente collegata tramite treni alle città di Zrenjanin, Ruma, Požarevac e Pančevo.
Il progetto prevedeva che il collegamento dei comuni di Zemun e Terazijska Terasa avvenisse entro gli anni '80, e per permettere ciò, si era pianificata la costruzione di un ulteriore ponte per attraversare il fiume Sava. L'intera rete era composta da 74 km di binari e 84 stazioni e si era prevista come scadenza finale per il completamento di tutte le linee e di altre strutture necessarie l'anno 2021.

### Anni '80
Nel dicembre 1981, il progetto della Metropolitana di Belgrado fu ultimato e presentato al consiglio comunale nel 1982. Una delle idee per la riuscita del progetto consisteva nel proporre all'Unione Sovietica di costruire la rete ferroviaria per liberarsi del debito nei confronti della Jugoslavia. Le repubbliche di Slovenia e Croazia si sono opposte a questa proposta, perciò a causa delle loro obiezioni, il progetto non è mai stato attuato.
La città mise una tassa obbligatoria (samodoprinos), un'imposta sui salari di tutti i residenti di Belgrado, necessaria per la costruzione della metropolitana. Il fondo finanziario era cresciuto fino un complessivo valore di $ 200 milioni, che era esattamente il doppio dei soldi di cui ha usufruito la città di Vienna per la costruzione della rete ferroviaria sotterranea. All'improvviso l'idea fu dichiarata "troppo costosa" e il direttore delegato Radoje Stefanović sospese il progetto originale di costruzione della metropolitana, iniziato nel 1976. I soldi accumulati per la riuscita del costruzione del sistema di trasporto rapido vennero investisti nell'espansione della rete di tram di Belgrado nel 1982. Secondo l'architetto Dragoljub Bakić, Stefanović avrebbe convocato gli ingegneri che hanno lavorato al progetto per 12 anni e avrebbe detto loro di abbandonare ogni idea sulla costruzione della metropolitana.
Per questo motivo l'idea di costruire una metropolitana a Belgrado ebbe una fine ignominiosa. Lo stesso progetto è stato poi rilanciato più volte, ma è sempre stato utilizzato a scopi politici a breve termine. Nel 1986, il nuovo amministratore delegato Živana Olbina ha ripreso il progetto della metropolitana.

### Anni '90
La crisi economica che ha colpito la Jugoslavia alla fine degli anni '80 è peggiorata negli anni '90. La guerra nelle repubbliche vicine e le sanzioni economiche hanno solo contribuito a peggiorare la situazione. Il sindaco Milorad Unković ha respinto il progetto del 1991, ritenendo che l'idea di un sistema di metrotranvie fosse la scelta più adeguata per la città. Tuttavia, la discussione su un sistema metropolitano riemerse, dopo il completamento del raccordo ferroviario di Belgrado nel 1995. Secondo alcuni esperti la fine della costruzione del ponte, sul fiume Sava, per il sistema di trasporto rapido era prevista nel 1998.
In un primo momento, due stazioni della metropolitana, Vukov Spomenik e Karađorđev Park sono state inaugurate nel 1995 e integrate nel sistema ferroviario suburbano di Beovoz. Queste due sono state edificate in tunnel costruiti per il progetto abbandonato della metropolitana e assomigliavano alle tradizionali stazioni a colonna.
Il sindaco Zoran Đinđić, nel 1997, riprese l'idea di costruzione del metropolitana, ma fu presto allontanato dal suo ruolo politico, e il nuovo amministratore delegato Spasoje Krunić sospese nuovamente il progetto del sistema ferroviario.

### Anni 2000
Il 3 luglio 2004 il progetto BELAM è stato presentato al pubblico. Uno studio del 2004 aveva stimato che la costruzione dell'intera metropolitana non sarebbe stata redditizia, dato che la città non stava più crescendo come negli anni '70, e anche il numero di pendolari non stava aumentando di molto. Per questo motivo le autorità avevano optato per la scelta del progetto LRT, che si sviluppava solo parzialmente sottoterra. Lo studio, prendendo in esame il punto di vista economico, aveva sostenuto che la linea metropolitana leggera Zemun (via Tvornička) - Konjarnik (via Ustanička) sarebbe costata la metà rispetto alla linea metropolitana pesante, ovvero circa 500 milioni di euro e perciò il sindaco Nenad Bogdanović promosse la realizzazione di questo progetto. Le autorità decisero di assumere una società locale di Belgrado, Juginus, e una spagnola, Ineco, per condurre l'indagine. Dai dati riportati dallo studio si era giunti alla conclusione che il sistema ferroviario LRT era la giusta soluzione. La costruzione era stata inclusa nel nuovo piano generale della città del 2003 e i lavori dovevano iniziare nel 2006. L'apertura della prima sezione era prevista per il 2012 con tutte e due le linee completate entro il 2021. Ineco aveva ipotizzato che il treno dovesse passare attraverso la più lunga strada del centro di Belgrado, Bulevar Kralja Aleksandra, ma nel 2009 tale proposta è stata abbandonata.
Questa decisione è stata severamente criticata da un gran numero di esperti nel settore urbanistico, guidati da Branislav Jovin, mentre gli architetti vicini alle autorità cittadine ne sostenevano la costruzione, provocando una sostanziale discussione tra gli oppositori e i sostenitori del piano del sistema ferroviario proposto. Fu annunciato che l'inizio dei lavori sarebbero partiti nella successiva stagione primaverile, ma nella realtà essi non sono più iniziati e il progetto si è arenato.
Col passare del tempo la pianificazione subì delle modifiche e si era arrivati alla conclusione che la metropolitana leggera doveva avere tre linee. La data di inizio dei lavori era stata programmata per il 2008, mentre l'inaugurazione della prima linea era prevista nel 2013 al costo di 450 milioni di euro.
Più tardi, il sindaco Dragan Đilas tornò all'idea di un'intera rete ferroviaria sotterranea, contrariamente alla versione LTR. Alla fine del 2008, ha annunciato che la costruzione di una metropolitana sarebbe stata più fattibile di un sistema ferroviario LTR. Secondo il ministro delle Infrastrutture Milutin Mrkonjić, la metropolitana di Belgrado è il terzo progetto più importante in Serbia, dopo le reti stradali e ferroviarie. Anche se la sua progettazione divenne un problema nazionale, non c'erano ancora piani definiti.
Nel 2009, le Autorità russe hanno visitato Belgrado ed erano disposti ad attuare un prestito di 500 milioni di euro per la metropolitana. Tuttavia, il piano fallì perché Belgrado non aveva completato il progetto ed era stato annunciato che ci sarebbero voluti almeno altri due anni per completarlo.

### Nel 2010

#### 2010-2013
Nel 2010, è stato annunciato che la costruzione della metropolitana sarebbe iniziata nel 2012. La prima linea che volevano realizzare era la linea est-ovest, secondo il piano, a Novi Beograd il mezzo pubblico avrebbe percorso normali binari, ma quando si sarebbe inoltrato nel centro e nei distretti vicini avrebbe adottato un percorso sotterraneo. La seconda linea progettata era quella da nord a sud, il percorso sarebbe stato sotterraneo e avrebbe attraversato i tunnel già costruiti. Le due linee secondo il progetto dovevano incrociarsi nel centro della città vicino alla stazione ferroviaria principale incompleta, Beograd Centar (Prokop).
Il progetto non è ancora stato finanziato, tuttavia si pensa che Francia e Russia possano essere fonti di supporto economico.
Nel novembre 2011, è stato dichiarato che la metropolitana sarebbe stata costruita con una stretta collaborazione con le compagnie francesi. Il gruppo Egis aveva elaborato un progetto completo del sistema di trasporto per la città e la società Alstom era responsabile del monitoraggio, dell'elettrificazione, delle apparecchiature di segnalazione e del materiale rotabile. Ancora una volta, è stato anche annunciato che la costruzione sarebbe iniziata negli anni successivi.
Alcune fonti affermano che il sistema inizialmente doveva essere costituito da 36 km di ferrovia e 55 stazioni, mentre altri sostengono che il progetto descriveva un percorso di 15 km e 25 stazioni. La velocità media si doveva aggirare sui 28,2 km/h. La costruzione avrebbe avuto una durata di 10 anni, come precedentemente stimato, a ogni chilometro dovevano corrispondere circa 60 milioni di euro.
Nel dicembre 2011, il governo francese ha parlato della concessione di un credito di un miliardo di euro per finanziare la costruzione della metropolitana.
Nel 2011, si diceva che la prima linea della metropolitana fosse prevista per il 2017 e andasse da via Ustanička, nel centro di Belgrado, a via Tvornička a Zemun.

#### 2014-2019
Nel 2014, il sindaco di Belgrado Siniša Mali ha annunciato che l'inizio della costruzione era prevista per il 2016, con un finanziamento da parte del governo francese.
A luglio 2017 non era ancora stato fatto nulla per lo sviluppo del progetto e la realizzazione del sistema ferroviario era ancora in attesa. Nel luglio del 2017 è stato presentato un nuovo piano composto da due linee, una lunga 22 km Makis - Mirijevo (via Sava amphitheatre e Karaburma) e l'altra di 19,8 km di lunghezza Zemun-Ustanicka. La costruzione sarebbe dovuta iniziare alla fine del 2019 o all'inizio del 2020 e avrebbe dovuto essere completata in 3-4 anni. Diversamente dai progetti precedenti, la metropolitana deve essere complementare al sistema ferroviario BG Voz già esistente. Lo studio di fattibilità, condotto dal Gruppo Egis, ha richiesto un periodo di nove mesi per essere completato ed è stato necessario per definire Il progetto generale. Il piano si differenzia da tutti i precedenti, in quanto stabilisce che le linee principali passino sotto il lungofiume sulla riva del Sava, invece, come visto in tutti progetti, il mezzo pubblico deve circolare sotto le piazze centrali della città di Terazije o Piazza della Repubblica. Il sindaco Mali ha anche annunciato che la prima linea sarà Makiš Field-Mirijevo (cioè Višnjičko Polje). Architetti e ingegneri hanno reagito negativamente alla dichiarazione, soprattutto perché entrambi i capolinea erano al momento nient'altro che lande non urbanizzate, ma il sindaco ha affermato che lo sviluppo della metropolitana, porterà miliardi di euro da investire e milioni di metri quadrati di nuove aree da urbanizzare. Il dott. Ratomir Vračarević, ingegnere del traffico e professore della Facoltà di Scienze Tecniche all'università di Belgrado, ha dichiarato che le indagini hanno dimostrato che questa direzione ha un numero molto basso di potenziali pendolari, ben al di sotto del livello di redditività. Inoltre il professore ha affermato che non si sa con precisione dove il mezzo di trasporto sarà sotto terra e dove no, ha aggiunto che la sezione di metropolitana del lungofiume di Belgrado sarà abbastanza costosa, specialmente se passa sottoterra, perché l'area era stata costruita su una discarica. Branislav Jovin, autore del progetto della metropolitana degli anni '70, ha dichiarato che tutto in città è subordinato al lungofiume di Belgrado. Si è rivolto al diritto di tutti 1.65 milioni di abitanti di Belgrado i quali meritano di più di avere una metropolitana, non solo la popolazione del lungofiume di Belgrado, ancora inesistente poiché non è stato ancora realizzato un edificio. Visto che il progetto è stato realizzato come un complesso ultra lussuoso per i ricchi, Jovin ha chiesto alle autorità "Credete davvero che le persone che vivono in questi appartamenti di lusso si sposteranno tramite la metropolitana?". Inoltre l'architetto ritiene che Makiš sia stato scelto a causa del progetto di Tesla Grad ("Città di Tesla") annunciato da Bogoljub Karić, un fuggitivo che aveva lasciato il paese per non essere processato a causa dei scherni finanziari e tornò dopo il cambio di governo con il "Tesla Grad", un business-residenziale complesso nel campo di Makiš. I critici hanno anche sottolineato il fatto che Makiš sia il principale impianto di depurazione delle acque a Belgrado e facendo osservazioni negative sulla valutazione fatta dal sindaco inerente all'indagine, in aggiunta alcuni architetti, come Marin Krešić, hanno dichiarato apertamente che il progetto Makiš è "nocivo".
Stanko Kantar, capo della sezione trasporto ferroviario della città, ha difeso il nuovo progetto e ha contestato lo studio del 1976, ritenendo che esso contenesse errori quali: la densità di popolazione, la cattiva connessione dei punti di cambio del traffico, la distanza dalle stazioni proposte. Inoltre ha aggiunto che Makiš è un posto adeguato alla costruzione perché c'è abbastanza spazio per il deposito, le stazioni e il parcheggio e che quella città "farà soldi" perché il prezzo della terra circostante crescerà. In seguito ha dichiarato che non solo vi sono degli errori ma il vecchio studio è proprio sbagliato in quanto presumibilmente realizzato per la città che contava 3 a 3,5 milioni di abitanti. L'architetto Jovin ha risposto definendo l'intera spiegazione una scusa e una manipolazione, inoltra ha aggiunto che all'epoca Belgrado cantava 1,4 milioni di persone e perciò la rete ferroviaria era stata progettata per una città di 2 milioni di residenti, per di più il "viaggio distributivo" previsto dal piano permetteva all'80% degli abitanti di arrivare da qualsiasi punto A al punto B in massimo 30 minuti. In seguito ha affermato che la metodologia utilizzata per il progetto 2017 è stata abbandonata dall'Europa subito dopo la seconda guerra mondiale e sottolineando il fatto che le persone che hanno progettato il piano non sono degli esperti in materia.
Il sindaco Mali ha rilasciato una dichiarazione nel febbraio 2018 affermando che "in nessuna parte del mondo la metropolitana è stata costruita in sezioni densamente popolate della città". Questa affermazione ha causato l'apertura di una discussione molto fomentata sui social, mentre gli esperti hanno pubblicato mappe e spiegazioni che confutano la sua affermazione. La critica alla via Makiš-Višnjica continuò; I membri dell'Accademia serba delle scienze e delle arti, l'ingegnere dei trasporti Dušan Teodorović e l'esperto di trasporti pubblici Vukan Vučić hanno disapprovato il progetto. Vucic ha detto che il previsto attraversamento di due linee lungo lungomare di Belgrado è inutile perché sia il principale autobus sia le stazioni ferroviarie saranno lontane da quella posizione. Teodorović ha affermato che gli investitori e l'amministrazione comunale tracciano ogni sorta di linea (metropolitana, ferrovia, ecc.) come fanno i bambini con i pennarelli. Il direttore esecutivo delle ferrovie serbe, Nenad Kecman , ha dichiarato che questo è l'unico caso al mondo in cui la linea della metropolitana non è collegata a nessuna stazione ferroviaria. L'ex capo dell'Istituto urbano di Belgrado e l'architetto Borislav Stojkov hanno anche sottolineato la disconnessione del sistema pianificato con gli altri percorsi del trasporto urbano e il fatto che i professionisti del settore non sono stati consultati.
A febbraio e marzo 2018 la futura metropolitana era uno degli obiettivi principali della città nella campagna per le elezioni locali a Belgrado. Fu promessa una costruzione veloce della metropolitana e sono state contattate persone famose per promuovere il progetto. Dopo le elezioni, a marzo l'amministrazione comunale ha annunciato un nuovo piano spaziale, che ha dato la priorità a tutta una serie di altri progetti eha portato il piano di costruzione del sistema ferroviario in secondo piano. Il nuovo programma prevedeva : il completamento delle scartoffie e l'inizio di costruzione della prima parte della linea Makiš-Ada Huja o Mirijevo nel 2027; il completamento della costruzione della prima linea, terminare le pratiche burocratiche per la seconda linea (Ustanička-Zemun) e inizio dei lavori nel 2033.
La pianificazione della metropolitana è stata nuovamente modificato nel giugno 2018, quando il parlamento cittadino ha adottato un nuovo progetto che prevedeva: 27 mesi per definire in maniera dettagliata il piano, l'inizio dei lavori nel 2020 e la fine di costruzione della prima linea entro il 2022. Tuttavia, il vicesindaco Goran Vesić ha dichiarato di non essere ottimista sul fatto che il progetto sarà completato come previsto. Negli anni 2000 sono state condotte le indagini geologiche complete per esaminare la rotta Zemun-Ustanička. Per il nuovo itinerario proposto non sono state effettuate indagini di alcun tipo, e solo per questo sono stati necessari 1,5 o 2 anni.
Nel settembre 2018, l'Assemblea della città di Belgrado ha approvato l'assunzione di un'agenzia pubblica chiamata "Belgrade Metro & Rail" per coordinare il prossimo progetto della metropolitana. Il vice sindaco Vesić ha ribadito che l'intero progetto avrà un costo di 3 miliardi di euro, mentre la prima parte dovrebbe costare 1,3 miliardi di euro. La prima fase del progetto prevede la costruzione della linea Makiš-Mirijevo solo fino a Karaburma. "Belgrade Metro & Rail" gestisce anche l'attuale infrastruttura "BG Voz", perché tale sistema sarà collegato con le prossime linee della metropolitana e con l'aeroporto Nikola Tesla. La costruzione della prima fase del progetto sarebbe dovuta iniziare nel 2020 e La lunghezza totale di due linee dalla prima fase dovrebbe essere di 42 km (26 mi). Kantar fu nominato capo della nuova compagnia metropolitana. Nonostante i precedenti accordi tra i governi serbo e francese, nell'aprile 2019 il vicesindaco Vesić ha annunciato che la metropolitana sarà finanziata dalla compagnia cinese "Power China" e costruita in collaborazione con la città.
Sono continuate le critiche su quasi tutto ciò che riguarda il progetto adottato: rotte (partono da aree non urbanizzate, mancano alcune delle principali strade e centri medici e universitari, attraversano il lungomare di Belgrado anziché in centro), prezzo (annunciato dal Gruppo Egis di 4 miliardi di euro per le prime due linee, 1,8 miliardi di euro per la prima e 2,2 miliardi di euro per la seconda), selezione delle imprese di costruzione senza offerte pubbliche, mancanza di numerosi studi ancora necessari per la realizzazione dei lavori, ecc. Vesić ha annunciato che "se tutto va bene", la costruzione inizierà "entro la fine del 2020" e che tutte le indagini e gli studi necessari non saranno completati prima dell'inizio della costruzione, ma quel progetto si svilupperà e si modificherà durante la sua realizzazione. Il prezzo si è rivelato essere un grosso problema, secondo la precedente amministrazione lo stesso numero di linee che hanno circa la stessa lunghezza sarebbe dovuta costare alla stato € 2,2 miliardi. Il prezzo stimato dagli esperti per la costruzione ha iniziato ad aumentare vertiginosamente:€ 3 miliardi (metà 2018), € 3,6 miliardi (dicembre 2018), € 4,4 miliardi (Giugno 2019; € 2,33 + € 2,07).
Critici di alcune ONG hanno sottolineato altri fatti preoccupanti riguardanti il progetto, a seguito delle dichiarazioni del ministro dei trasporti Zorana Mihajlović, del sindaco Mali (ora ministro delle finanze) e del vice Vesić, dopo l'incontro tra il presidente francese Emmanuel Macron e quello serbo Aleksandar Vučić. Dopo la riunione, Mali ha dichiarato che "siamo più vicini alla metropolitana di quanto siamo mai stati". I fatti che però preoccupano le ONG sono gli accordi con francesi e cinesi: anche se già questi ultimi sono stati scelti per il finanziamento, non sono stati ancora firmati contratti ufficiali per l'effettiva costruzione della metropolitana; la mancanza di un progetto reale da parte del governo, poiché la negoziazione con le compagnie comprende le possibili rotte che vengono adattate alle esigenze degli appaltatori, non ai problemi di trasporto in città; un piano finanziario ancora inesistente; l'assoluta elusione di tutte le procedure legali obbligatorie e la totale mancanza di trasparenza, in quanto gli accordi vengono fatti in colloqui diretti tra pochi politici nazionali e aziende straniere. Il 19 settembre 2019, è stato deciso che il governo della Repubblica di Serbia, e non la città di Belgrado, sarà l'investitore e la fine prevista dal progetto Tesla City è stata fissata per il 2030.

#### Progetto 2018-2019
Linee
Sono state pianificate due linee, con 43 stazioni, collegate al sistema BG Voz. La prima linea dovrebbe avere origine Železnik e terminare a Mirijevo, mentre la seconda linea partirà da Mirijevo e arriverà fino a Zemun. È stata inoltre proposta la costruzione di una terza linea da Banjica. Anche il vicesindaco Goran Vesić annunciò l'idea di un'altra terza linea, che doveva andare da Voždovac alla nuova stazione ferroviaria di Belgrado per collegare il sistema con la stazione ferroviaria del Centro di Belgrado, poiché le prime due linee lo circondano completamente. Tuttavia, il ministro dei trasporti Zorana Mihajlović ha detto che la linea 3 non è stato argomento di conversazione con le aziende francesi.
Le seguenti stazioni sono proposte nella Fase 1:
| Linea   | Tragitto                                 | Lunghezza                       | Stazioni | Note                                                                    |
| ------- | ---------------------------------------- | ------------------------------- | -------- | ----------------------------------------------------------------------- |
| L1      | Železnik ↔ Mirijevo                      | 21,3 km (13,2 mi) (pianificata) | 23       | I lavori dovevano iniziare nel 2020; inizio traslato alla fine del 2021 |
| L2      | Stazione ferroviaria di Zemun ↔ Mirijevo | 19,2 km (11,9 mi) (pianificata) | 20       | I lavori dovevano iniziare nel 2020; inizio traslato alla fine del 2021 |
| TOTALE: | TOTALE:                                  | 40,5 km (25,2 mi)               | 43       |                                                                         |

Stazioni
Le caratteristiche delle linee e delle stazioni includono:
- 42 stazioni saranno completamente sotterranee, con la sezione di Makiš non sotterranea
- Le linee avranno collegamenti alla piazza di Sava
- Mirijevo avrà una stazione parallela per entrambe le linee
- un tunnel sotto il fiume Sava per la Linea 2

Linea 1
Železnik- Makis smistamento - Zarkovo e Bele Vode -Trgovačka Street-Požeška Street- Banovo Brdo agricoltori Mercato Ada Ponte - fiera di Belgrado - Gazela Ponte -Palace di giustizia-piazza Sava, Piazza della Repubblica -Francuska Street- Porto di Belgrado Stazione -Dunav - Ponte Pančevo - Stazione ferroviaria Karaburma -Via Diljska-Via Višnjička-Boulevard Mirijevo-Palestra Mirijevo-Mirijevo
Linea 2
Stazione-Nuova Zemun Novi Sad Strada-Filipa Višnjica Street- Zemun Stadio -Senjski Trg-Aleksandra Dubčeka Street-Nuova Belgrado Municipality- Mercator Centro Belgrado - Arena di Belgrado - Sava Centar -Sava Square Manjez -Makenzijeva Street-Južni Bulevar-Šumatovačka strada -Vojislava Ilića Street- Cvetkova Pijaca -Mite Ružića Street-Ustanička Street-Mirijevo

### Anni 2020
Nel maggio 2020, il vice-sindaco Vesić spostò nuovamente la data d'inizio lavori, dicendo che stava facendo di tutto perché la costruzione inizi "entro la fine del 2021".
I lavori sono iniziati il 22 novembre 2021.